# Уестън Маккени
Уестън Маккени (на английски: Weston McKennie) е американски професионален футболист, играещ като полузащитник за отбора на Ювентус.

## Ранни години
Маккени е роден на 28 август 1998 г. в Литъл Елм, Тексас, но прекарва три години в Кайзерслаутерн, Германия. Започва да тренира футбол в местния „Фьоникс Тербах“ от 2004 г., а от 2009 до 2016 играе за американския „Далас“.

## Шалке 04
През 2016 г. се връща в Германия, като се включва към школата на „Шалке 04“, а година по-късно прави и дебют в мъжкия състав срещу отбора на Инголщат.